# Sapium sebiferum
Sapium sebiferum (vulgo pau-de-sebo), da família Euphorbiaceae, é uma árvore nativa da China, Formosa e Japão introduzida durante o século XVIII nos Estados Unidos. Nestas regiões, a capa cerosa das sementes é usada para a fabricação de velas, sabão, roupas e combustível e suas folhas, na medicina fitoterápica.
O pau-de-sebo pode ser utilizado para a produção de biodiesel, sendo considerada a terceira planta mais produtiva de óleo do mundo, após o dendezeiro e as algas.[carece de fontes?] A seiva da planta e as folhas são tóxicas para os humanos e animais.
A extração da cera das sementes se dá através da imersão destas em água quente, o que faz com que a cera emerja à superfície, podendo assim ser coletada. A cera pode ser utilizada como substituto para o azeite vegetal na cozinha. O néctar é utilizado pelas abelhas para a produção de mel. O mel não é de alta qualidade, porém é produzido e vendido durante a época estéril do ano, quando a maioria das outras plantas não estão florindo. Os demais produtos derivados da planta são tóxicos e não devem ser consumidos.
O pau-de-sebo é uma árvore ornamental, de crescimento rápido, excelente como barreira visual. No outono, suas folhas adquirem uma multiciplicidade de cores que, pela beleza, rivalizam com as demais plantas e contribuem para a sua popularidade.

Galeria de fotos
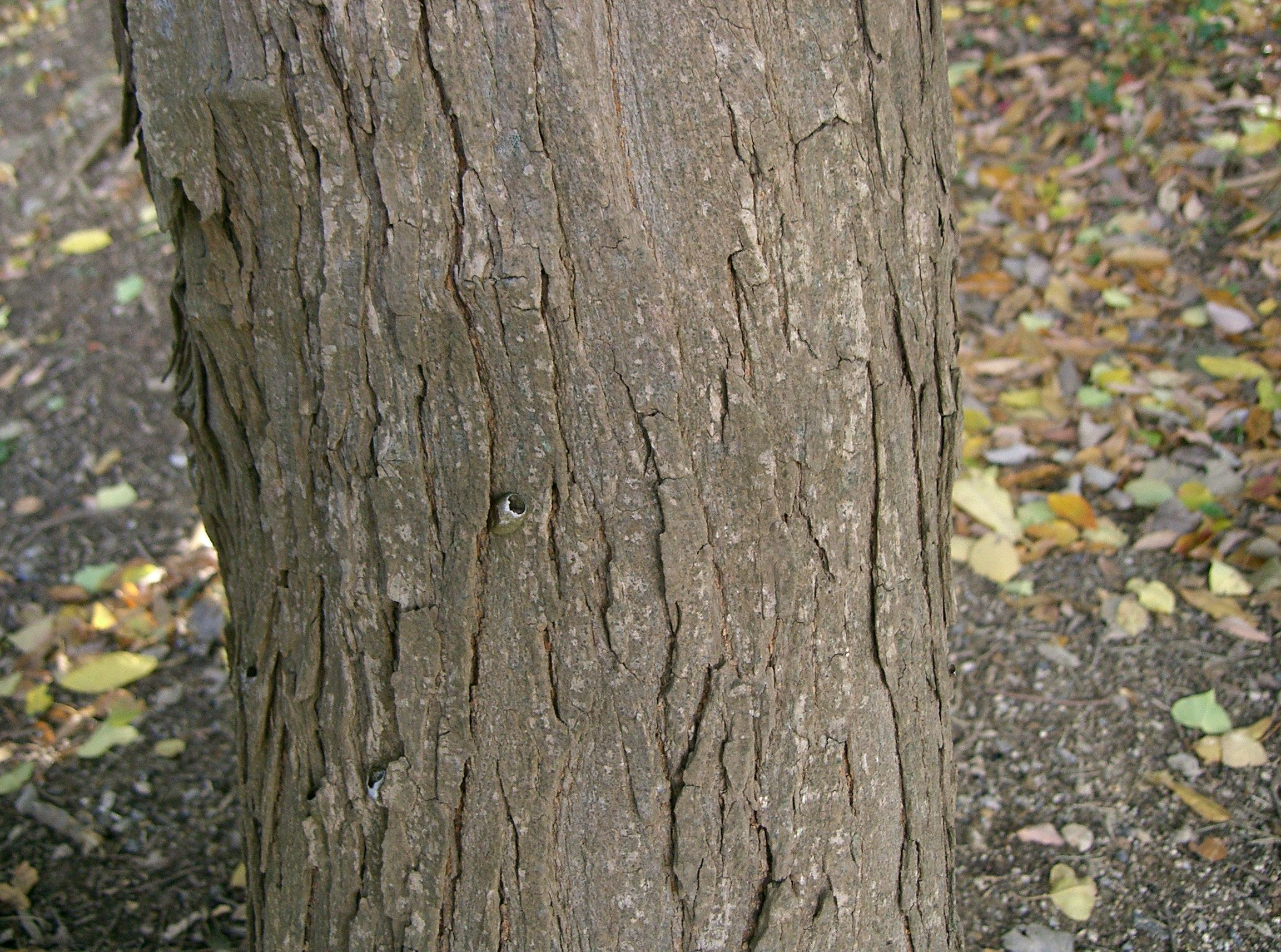
Tronco
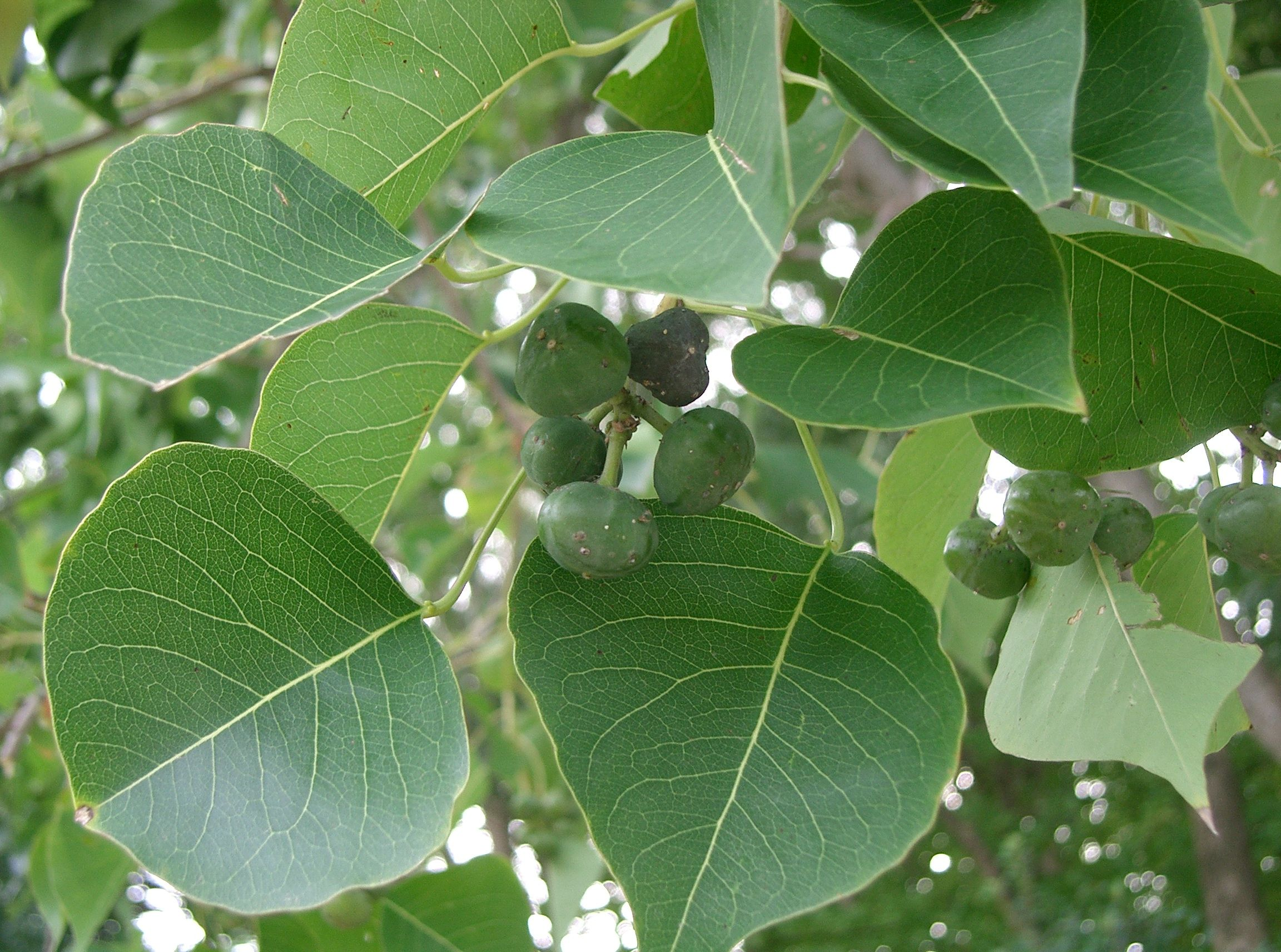
Folhas e frutos
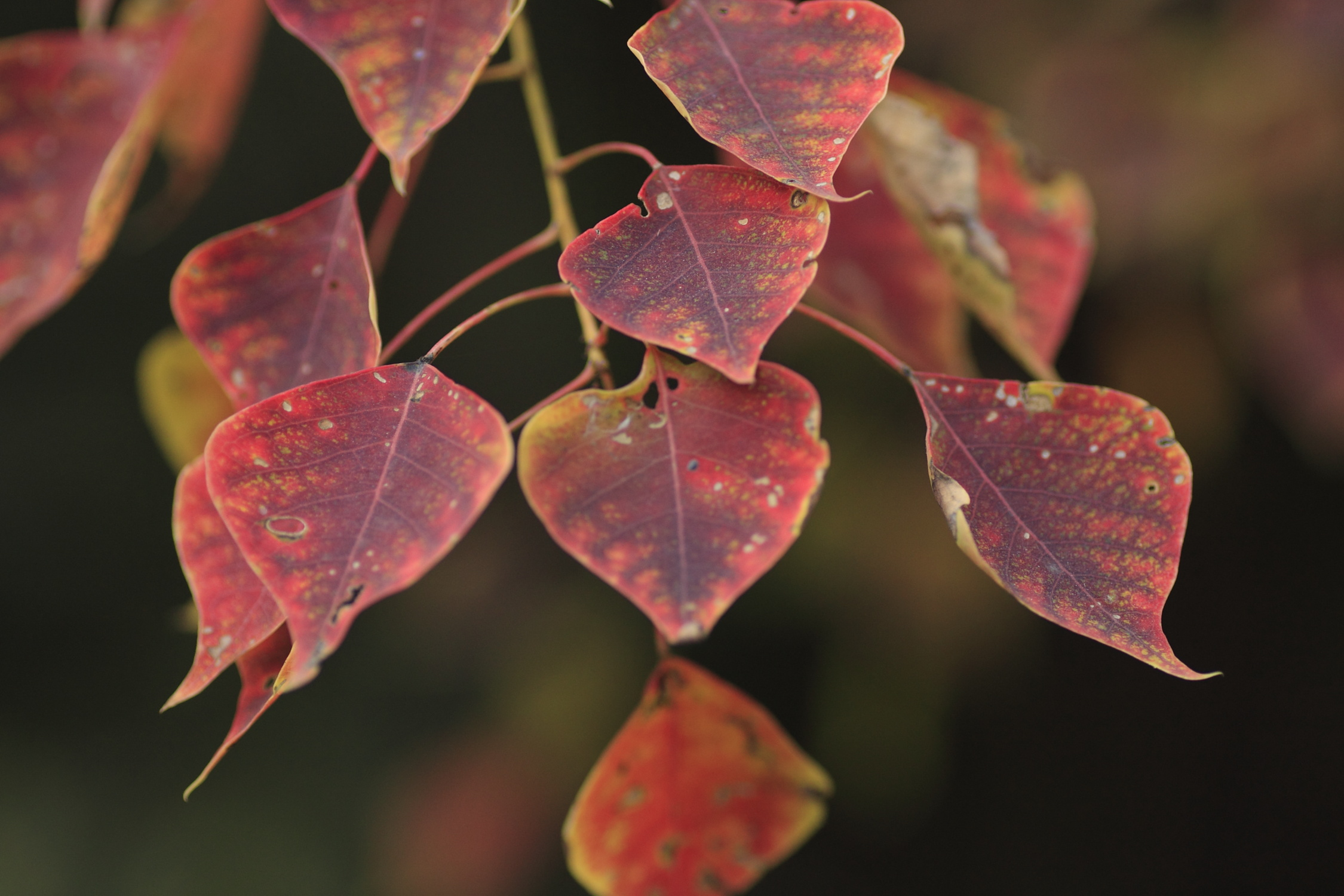
Folhas durante o outono
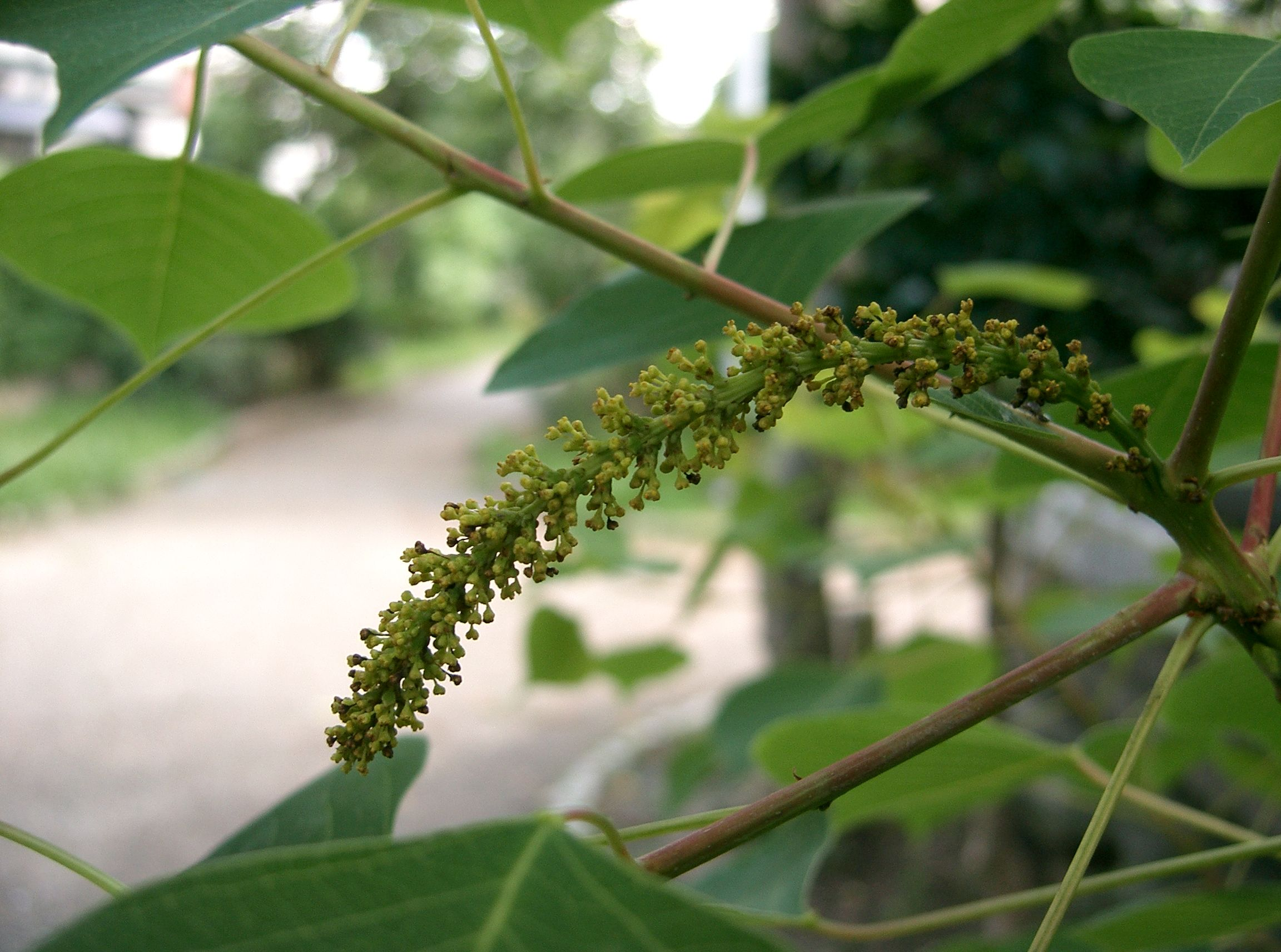
Flor
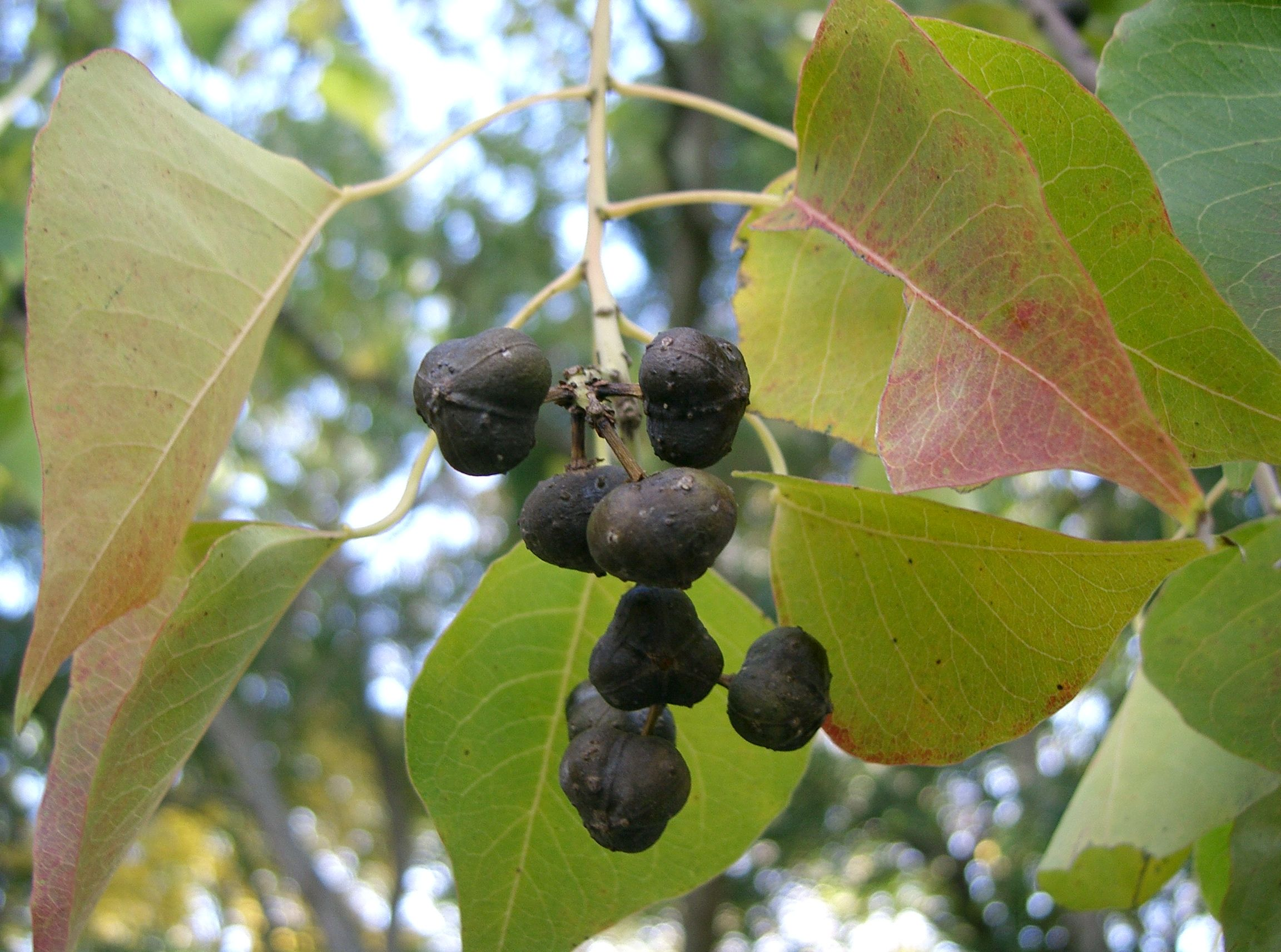
Frutos
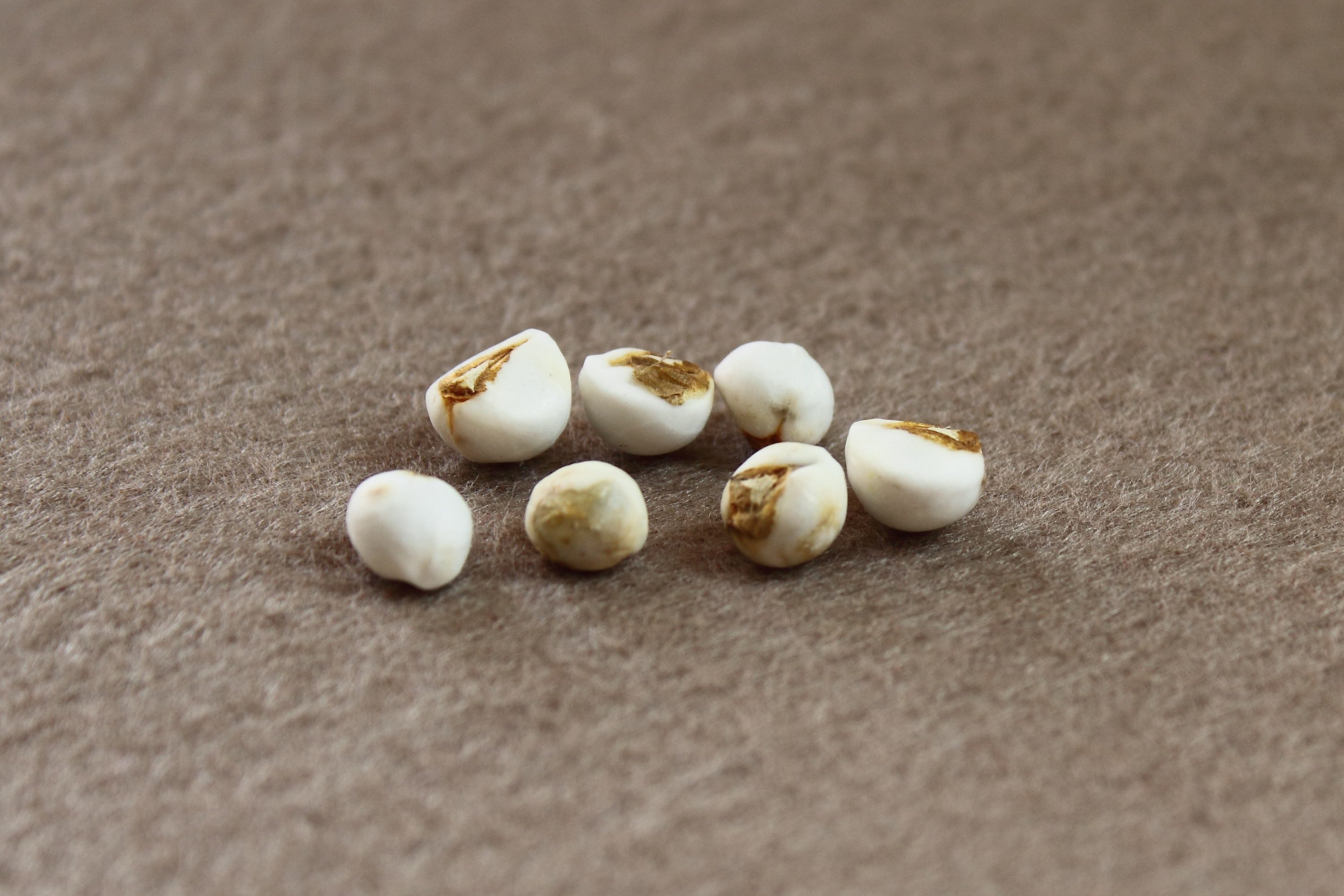
Sementes
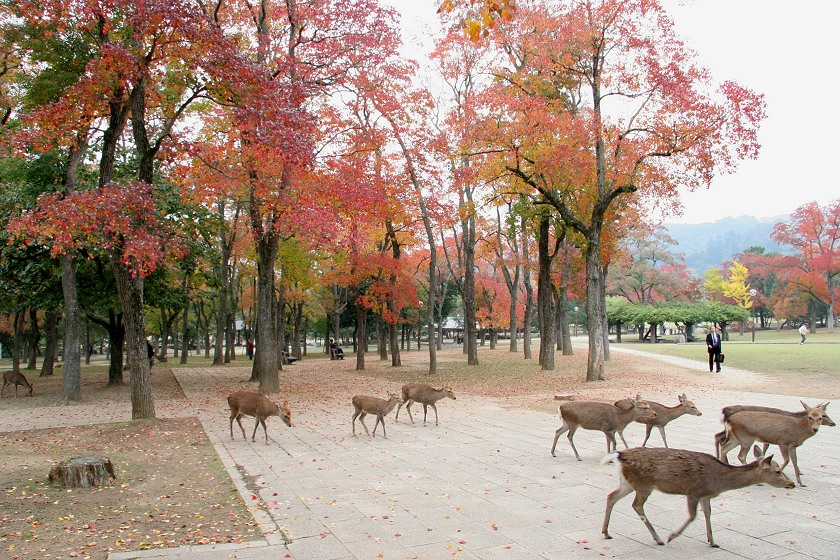
Árvores durante o outono
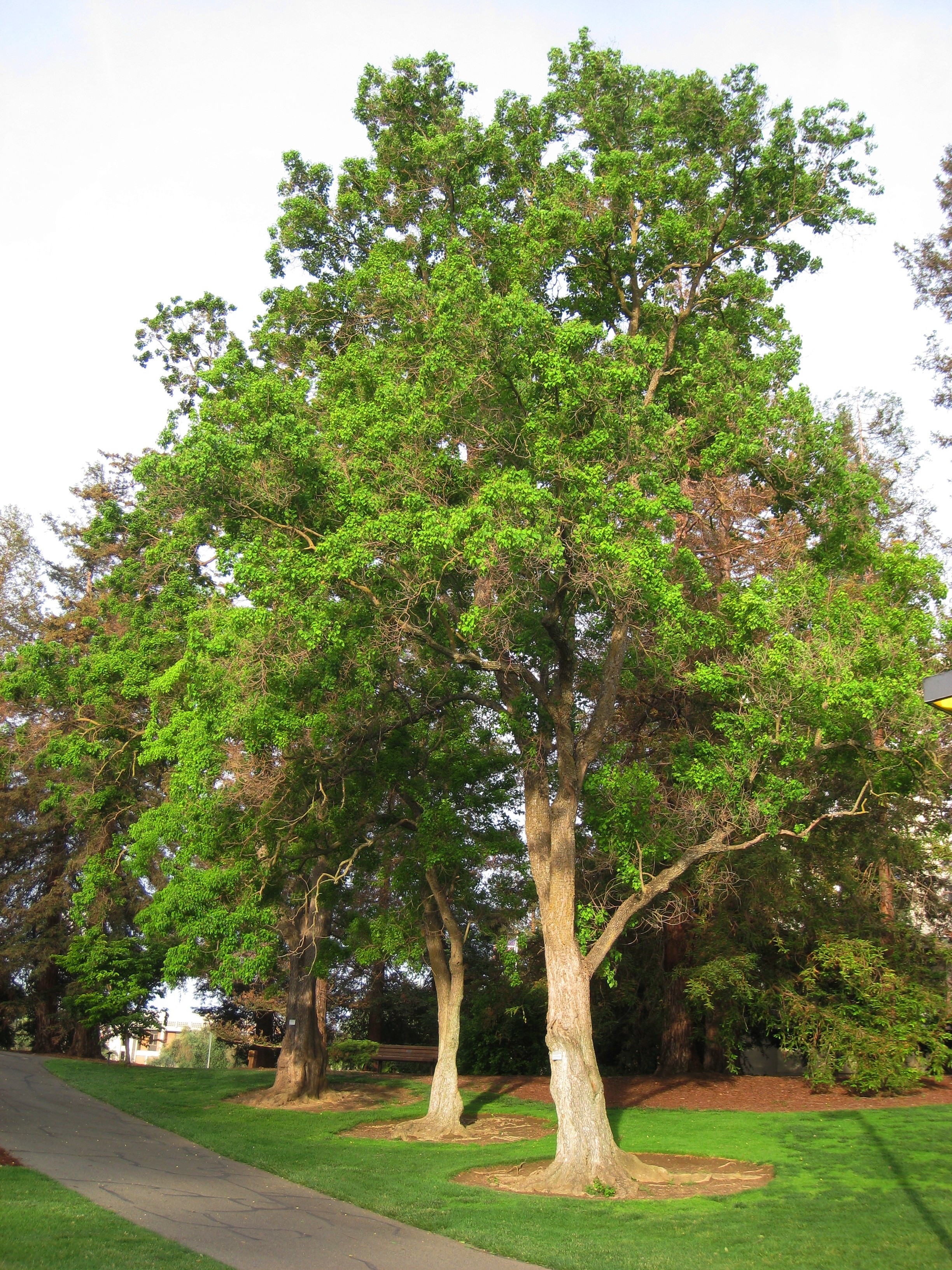
Exemplar no arboreto da Universidade da Califórnia em Davis, EUA